# Václav Knoll
Václav Knoll (11. května 1964 Pardubice – 10. února 2010) byl český astronom.
Na střední škole vystudoval opravu zemědělských strojů a z této doby také pochází jeho první zájem o astronomii. Po ukončení střední školy pracoval v Jednotném zemědělském družstvu Živanice. V letech 1988–1990 absolvoval pomaturitní studium astronomie ve Valašském Meziříčí a krátce poté začal pracovat v Domě dětí a mládeže (DDM) Delta v Pardubicích jako vedoucí kroužků. V roce 1994 se stal vedoucím tehdejšího oddělení astronomie a sportu (dnes známého jako Hvězdárna barona Artura Krause).
Od toho roku se aktivně věnoval popularizaci astronomie i astronomické výuce mládeže. Kromě DDM Delta v Pardubicích působil také v Lázních Bohdaneč, Slavňovicích a Varvažově (táborové základny v jižních a západních Čechách) nebo v Janských Lázních a Žamberku. V roce 2001 se také velmi výrazně zasadil o vznik Astronomické společnosti Pardubice.
V letech 2003–2005 se věnoval technickému a estetickému zdokonalení pardubické hvězdárny. Zrealizoval několik projektů, jejichž cílem byla především stavba a instalace nového automatizovaného reflektoru o průměru 0,45 m (tento dalekohled se tak stal druhým největším přístrojem v České republice určeným pro veřejná pozorování oblohy). Kromě aktivit na pardubické hvězdárně pořádal pro veřejnost také výpravy za pozorováním oblohy v pardubickém okolí.
Velmi se zabýval především úplnými zatměními Slunce. V roce 1995 zorganizoval první mezinárodní expedici SAROS do Thajska a založil tak tradici expedic soustřeďujících se na tyto jevy jak z vědeckého, tak i estetického hlediska. V České republice stejně zaměřené expedice v té době pořádala jen hvězdárna v Úpici. Po expedici do Thajska následovaly cesty do Venezuely (1998), Maďarska (1999) a Turecka (2006). V srpnu roku 2007 mu však lékaři objevili zhoubný nádor na mozku, takže dalších dvou expedic (do Ruska v roce 2008 a Číny v roce následujícím) se už kvůli svému vážnému zdravotnímu stavu neúčastnil.
Roku 2009 byla jeho jménem pojmenována planetka hlavního pásu (80179) Václavknoll, kterou 1. listopadu 1999 objevila na hvězdárně v Ondřejově astronomka Lenka Šarounová.
Václav Knoll zemřel 10. února 2010. Byl pochován na pardubickém hřbitově.